# 黄章
黃章（1976年2月13日—），真名黄秀章，廣東梅州人，珠海魅族科技创始人。

## 生平
2002年，出任新加坡合资企业爱琴公司总经理。2002年底创建魅族科技有限公司，任魅族公司CEO。2010年，退出公司的日常管理。2014年2月8日，重返魅族公司任CEO一职，並兼任魅族手机设计师。
2003年，黄章提出了网络传播和粉丝文化，开创了中国国内手机厂商先河。黄章更被传媒称为“中国的乔布斯”。
2019年5月4日，有報道指珠海市国资委旗下珠海虹华新动能股权投资基金取代黃章成為魅族科技最大股東。    魅族作出澄清，確認珠海虹华注資並將拥有一席董事席位，而最大股東和實際控制人仍是黃章。
2020年1月18日，再傳出黃章已非魅族科技股東，魅族回應指該訊息不屬實，強調沒有股權變更。  黄章表示「和魅族同在」，並可舉辦「魅友开放日」。